# Селин, Луи-Фердинанд
Луи́-Фердина́нд Сели́н (фр. Louis-Ferdinand Céline), настоящее имя — Луи́-Фердина́нд Дету́ш (фр. Louis-Ferdinand Destouches; 27 мая 1894[…], Курбевуа, Сена, Франция — 1 июля 1961[…], Мёдон, О-де-Сен, Франция) — французский писатель
, врач по образованию. Один из самых значительных и влиятельных французских писателей XX века. Ветеран Первой мировой войны.

## Биография
Родился 27 мая 1894 года, в городе Курбевуа, в семье менеджера страховой компании Фердинанда Детуша и хозяйки магазина Маргериты Гиё. Псевдоним «Селин» взял у своей бабушки.
С 1908 по 1910 год ездил в Германию и Великобританию на учёбу. Бросил школу и, в качестве бунта против родителей, записался добровольцем во французскую армию за два года до начала Первой мировой войны. К началу войны дослужился до звания сержанта. За храбрость, проявленную на полях сражений, получил Воинскую медаль, получил тяжелое ранение в голову. Впоследствии крайне негативно отзывался о патриотизме, войне и собственном опыте как солдата, посвятив этому свой первый роман.
После войны залечивал полученные ранения, работая в Лондоне. В 1916 году был послан в английские колонии в Африке как работник лесной компании. Вернулся во Францию в 1917-м, получив после поездки негативные впечатления о колониализме и британском опыте в Африке.
В июне 1919 года окончил институт и стал профессиональным врачом. Сначала работал в больнице, затем перешёл на домашнюю практику. Закончил её к 1931 году.
Вышедший в 1932 году во Франции роман «Путешествие на край ночи» (Voyage au bout de la nuit) и последовавший за ним роман «Смерть в кредит» (Mort à crédit) (1936) имели оглушительный успех и были сразу же переведены на многие языки.
В 1934 году роман «Путешествие на край ночи» был опубликован (со значительными купюрами) на русском языке в Москве. Инициатором перевода, по свидетельству биографа Селина Франсуа Жибо, выступил Лев Троцкий, обратившийся с просьбой об этом к Эльзе Триоле и Луи Арагону.
В 1936 году Селин посетил Советский Союз. После поездки опубликовал памфлет «Mea culpa», в котором негативно отзывался об СССР. После этого на его книги в СССР был наложен запрет.
Опубликованные на рубеже тридцатых-сороковых годов памфлеты «Безделицы для погрома» (Bagatelles pour un massacre) (1937), «Школа трупов» (L’Ecole des cadavres) (1938) и «Попали в переделку» (Les Beaux Draps) (1941) на долгие годы закрепили за Селином репутацию антисемита, расиста и человеконенавистника. Несмотря на собственный декларируемый антисемитизм, имел множество друзей евреев, а во время немецкой оккупации, имея под своим домом штаб Сопротивления, никогда не докладывал о нём в Гестапо.
В конце Второй мировой войны обвинённый в сотрудничестве с оккупационными властями писатель вместе с женой Люсетт, котом Бебером и другом Робером Ле Виганом был вынужден бежать — сначала на юг Германии, в Зигмаринген, куда в то время переехало правительство Виши во главе с маршалом Петеном, а затем — в Данию, где Селина арестовали, предали суду и поместили в тюрьму. Впоследствии тюремное заключение было заменено на ссылку (защитником Селина выступал ультраправый адвокат и политик Тиксье-Виньянкур).
В 1951 году покинутый друзьями и полузабытый на родине Селин по амнистии возвратился во Францию, поселился в парижском пригороде Мёдоне и фактически до конца жизни практиковал там в качестве врача для бедных. Он не только ни в чём не раскаивался, но и делал антисемитские заявления и отрицал Холокост. Из-за обвинения в коллаборационизме произведения писателя были запрещены как в Германии, так и во Франции.
Новый шумный литературный успех пришёл к нему уже перед самой смертью, после появления первых двух томов автобиографической трилогии — «Из замка в замок» (D’un château l’autre, 1957) и «Север» (Nord, 1960), посвящённой жизни Селина в эвакуации. Завершающий трилогию роман «Ригодон» (Rigodon) увидел свет только в 1969 году, спустя восемь лет после смерти автора.
Влияние творчества Селина на современную литературу огромно. Можно назвать имена Генри Миллера, Эзры Паунда, Уильяма Берроуза, Аллена Гинзберга, Чарльза Буковски и др. К столетию со дня рождения Селина на немецком телевидении был снят фильм «Падение Селина» (с участием Франсуа Жибо, иллюстратора книг Селина Жака Тарди и других). В 1994 году в Санкт-Петербурге было организовано Российское общество друзей Л.-Ф. Селина.
Во Франции его антисемитские сочинения запрещены. В 2011 году министр культуры и массовых коммуникаций Франции Фредерик Миттеран заявил, что произведения Селина не входят в лучшие образцы французской культуры из-за его антисемитизма.

## Семья
Второй раз был женат с 1943 года на Люсетт Альмансор (1912—2019). Впервые встретились в 1935 году.

### Романы
- Путешествие на край ночи / Voyage au bout de la nuit (1932, рус. перевод 1934)
- Война / Guerre (обнаружен в 2021, опубликован в 2022, рус. перевод 2023)
- Смерть в кредит / Mort à crédit (1936, рус. перевод 1994)
- Банда гиньолей, или Паяцы I / Guignol’s band (1944, рус. перевод 2001)
- Бойня / Casse-pipe (1949, рус. перевод 2002)
- Феерия для другого раза I / Féerie pour une autre fois I (1952, рус. перевод 2002)
- Норманс: Феерия для другого раза II / Normance: Féerie pour une autre fois II (1954, рус. перевод 2002)
- Из замка в замок / D’un château l’autre (1957, рус. перевод 1998)
- Север / Nord (1960, рус. перевод 2003)
- Лондонский мост: Guignol’s band II / Le Pont de Londres: Guignol’s band II (1964, рус. перевод 2018)
- Ригодон / Rigodon (1969, рус. перевод 2003)

### Прочее
- Моя вина / Mea Culpa (1936)
- Безделицы для погрома / Bagatelles pour un massacre (1937)
- Школа трупов / L’Ecole des cadavres (1938)
- Попали в переделку / Les Beaux Draps (1941)
- Интервью с профессором Y / Entretiens avec le professeur Y (1954, рус. перевод 2001)
- Громы и молнии. Пьесы, либретто, сценарии (рус. перевод 2005)

## В популярной культуре
Луи-Фердинанд Селин является одним из главных героев романа его большого поклонника Чарльза Буковски «Макулатура». По сюжету произведения, частный сыщик из Калифорнии в 1993 году получает заказ от Леди Смерти найти и поймать Селина, якобы разгуливающего живым по Голливуду.